# Assault City
Assault City é um jogo eletrônico de tiro lançado pela Sega em 1990 para o Master System e que utiliza a pistola de luz Light Phaser. No jogo, o jogador controla Joe, um dos últimos humanos sobreviventes dos ataques dos robôs, cuja missão é destruir o império comandado por eles. Para isso, Joe dispõe de uma arma poderosa: o Desintegrador de Robôs, a última esperança para salvar a cidade dos ataques.
Logo no início do jogo há uma prática de tiro que determinará o nível de dificuldade conforme o desempenho alcançado na mesma. 
Há uma outra versão do jogo onde é possível jogar utilizando o joystick comum, dispensando o uso da Light Phaser. Nesse caso, o jogador passa a controlar uma mira na tela.